# Marco Perazzolli
Marco Perazzolli (Bosentino, 1934 – Cles, 1988) è stato un pittore italiano.

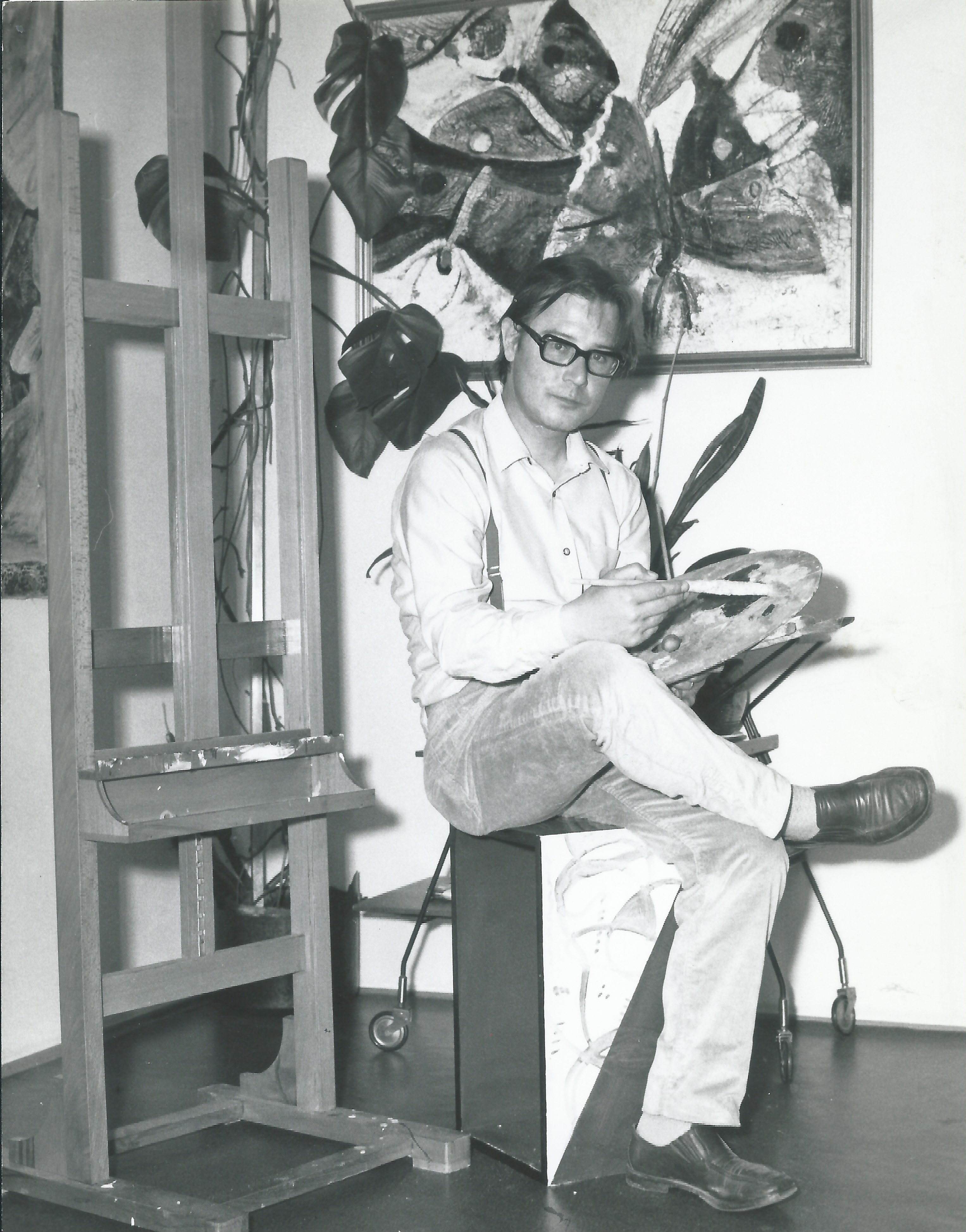
Marco Perazzolli nello studio di Cles (1970)

Diplomatosi in pittura nel 1956 presso l'Accademia di belle arti di Venezia, sotto la guida di Bruno Saetti, è considerato uno degli esponenti di rilievo dell'astrattismo trentino.

## Biografia
Marco Perazzolli nasce nel 1934 a Bosentino in provincia di Trento. Compie gli studi artistici a Venezia dove frequenta il liceo artistico e l’Accademia di Belle Arti diplomandosi nel 1956. L’anno successivo inizia l’attività di docente all'istituto scolastico di Cles, borgata in cui si trasferisce definitivamente dal 1967
Nelle prime opere del 1958 Perazzolli predilige il tema della figura umana, cercando la rappresentazione dell'introspezione psicologica dei personaggi, ispirato dai romanzi di Boris Pasternak e dagli scritti esistenzialisti di Alberto Moravia.
Nel 1966 si reca a Salisburgo dove si perfeziona frequentando la Schule des Sehens dell'artista austriaco Oskar Kokoschka: nelle opere prodotte durante il soggiorno salisburghese Perazzolli diviene più materico dando profondità tramite l'utilizzo importante del gesso e delle sabbie nel colore.
Durante la permanenza a Salisburgo si apre all’astrazione, grazie alla frequentazione di Emilio Vedova e viene colpito dalla forza espressiva dell’arte informale e gestuale del maestro veneto.
Tornato a Cles Perazzolli si rivolge ormai completamente all’astrattismo: il colore dominante diviene il bianco, utilizzato come fondo dal quale emergono particolari dai colori spesso tenui con la materia pastosa e spessa. 
Nel corso degli anni Settanta Perazzolli mette in primo piano la traduzione di propri stati d’animo in una ricerca sempre più intimista. È questo il periodo nel quale alterna lavori sfocianti nell’informale a vedute figurative di città. Il colore scompare quasi del tutto con quadri monocromi, caratterizzati da colate di spruzzi neri. Nella serie delle città, opere come “Visione corografica di notte” (1974), mantengono parzialmente un legame con il reale, con il paesaggio delle città in assordante crescita: i profili di città sono segni rapidi, incisi all’interno della materia spessa e oscura.
Nella seconda metà degli anni Settanta e fino agli ultimi lavori, mentre si succedono rilevanti mostre personali e collettive in Italia e all’estero, Perazzolli decide di guardare solo dentro sé stesso. Abbandona il tema delle città concentrando la rappresentazione del proprio intimo tramite espressioni sempre misuratamente in bilico tra astratto e informale, dove la personale lettura dell’esistenza si traduce in forme geometriche lacerate e come sospese all’interno di universi surreali, fondati sui contrasti tra bianco e nero, tra bene e male, tra razionale ed irrazionale, tra lucidità e disperazione. Le tele divengono rappresentazioni cosmiche e quasi sacrali del proprio microcosmo, come si può osservare in “Meriggio” (1980) e “Spazio vivace” (1982). In questo periodo Perazzolli frequenta spesso il poeta e critico d’arte Luigi Serravalli. Mantiene inoltre continui contatti con altri artisti, in particolare con Mario Melis, Othmar Winkler, Luigi Senesi, Mariano Fracalossi, Livio Conta, Silvano Nebl ed Eraldo Fozzer. I rapporti con quest’ultimo, scultore di fama, spingono Perazzolli a sperimentare anche l’arte plastica, creando alcune piccole sculture e bassorilievi.
Agli inizi degli anni Ottanta l’arte di Perazzolli risente dell’incontro con Umberto Mastroianni e della frequentazione del grande maestro nella casa del collezionista Oliviero Dusini a Cles. 
Nel 1981, grazie all’appoggio del grande critico d’arte veneto Giuseppe Marchiori - già fondatore nel Dopoguerra della “Nuova Secessione Artistica Italiana”, in seguito “Fronte Nuovo delle Arti” - Perazzolli tiene un’importante personale alla galleria “L’approdo” di Torino: la mostra segna l’apice della carriera dell’artista.
Poco dopo la malattia interrompe quasi all’improvviso la produzione e la creatività di Perazzolli. Le ultime opere, in particolare i numerosi acquerelli della prima metà degli anni Ottanta, rappresentano la fine di un percorso tramite un singolare e ultimo riavvicinamento al colore.
Marco Perazzolli muore a Cles nel 1988.

## Partecipazioni ad eventi nazionali ed internazionali
Principali mostre personali:
1966 Trento, Galleria La colonna; 1967 Genova, Centro Artisti della gioventù italiana; 1972	Bolzano, Galleria Onas - Bologna, Galleria De Carbonesi; 1973 Verona, Galleria Scaligera - Lugano (CH), Galleria Tedeschi; 1981 Torino, Galleria L’approdo; 1987 Bolzano, Galleria Les Chances de l’Art
Principali mostre personali postume
2004 Folgarida, Centro Congressi Alla Sosta dell’Imperatore; 2020 Cles, Sede espositiva Cassa Rurale Val di Non
Principali mostre collettive:
1961 Trieste, Mostra nazionale del bianco e nero; 1963 Parigi, Jardin d’invern - Milano, III mostra grafica Verritré; 1968 New York, Exhibition of Contemporary European Painters in USA; 1971 Genova, Rassegna Internazionale di Pittura - Londra, University of London Union
1973 Zingonia, Galleria d’Arte L’incontro

## Antologia critica
“[…] all’interesse per le tessiture superficiali, si aggiunge presto quello per gli interni, la terza dimensione spaziale, alla quale si collega una quarta dimensione, quella psicologica. La pittura diventa così racconto autobiografico. La solitudine dell’uomo moderno, la sua alienazione, si manifestano nei luoghi disabitati che l’artista predilige: è un lavoro di scavo attraverso la profondità. Gli interni delle case e dei palazzi appaiono allora come “spaccati” dopo una guerra o un terremoto. Le quinte e i fondali dentro alle quali gli uomini hanno vissuto, amato e sofferto e che ora, lentamente la polvere del tempo sta cancellando […]”.
Luigi Serravalli, 1979
Dal quotidiano “L’Adige”, 17/02/1979
“[…] L’informale di Perazzolli è un azionismo calibrato, colto, frutto dei pensieri nati in solitudine e confrontati con la vita. Le ultime opere sono esempi lucidi di un disagio profondo dell’essere in una società estranea ai sentimenti. Le campiture bruciate, le macchie ispessite dalla rabbia che covava dentro di sé quasi si sentisse impotente di fronte alla violenza e al precipitarsi dell’uomo verso il baratro del caos, i colori acidi, le erosioni della materia, le fratture e le crepe attraversate da lacrime nere, sono tutti elementi di una visione esistenziale della realtà. Edward Munch aveva dipinto “L’Urlo”, un uomo che si teneva la testa mentre la bocca si spalanca angosciosamente. Ma quelli erano altri tempi. Ora “l’urlo” è diventato intimo, tragico. Ed è proprio nella tragedia che si nasconde il profondo attaccamento alla vita e l’amore per gli altri […]”.
Fiorenzo Degasperi, 1993
Presentazione critica per la mostra antologica presso l’Istituto Scolastico di Taio, (Tn)
“[…] Perazzolli concentra la rappresentazione del proprio intimo tramite espressioni sempre misuratamente in bilico tra astratto e informale, dove la personale lettura dell’esistenza si traduce in forme geometriche lacerate e come sospese all’interno di universi surreali, fondati sui contrasti tra bianco e nero, tra bene e male, tra razionale ed irrazionale, tra lucidità e disperazione. Le tele divengono rappresentazioni cosmiche e quasi sacrali del proprio microcosmo, come si può osservare in “Meriggio” (1980) e “Spazio vivace” (1982). Cerchi di colore bianco, come pianeti lontani immersi in uno spazio buio e profondo, sono tagliati da linee e da frammenti, a volte colorati di ocra rossa o di blu scuro, sovente macchie e colature che paiono ferite del proprio animo (“Traccia n°1”, 1979) […]”.
Marcello Nebl Archiviato il 18 maggio 2021 in Internet Archive., 2019
Presentazione critica per la mostra antologica presso la Cassa Rurale Val di Non, Cles (Tn)